# Івуарійсько-мексиканські відносини
Івуарійсько-мексиканські відносини — двосторонні дипломатичні відносини між Кот-д'Івуаром та Мексикою. Обидві країни є членами Організації Об'єднаних Націй.

## Історія
Дипломатичні відносини між державами було встановлено 13 листопада 1975 року. 1981 року Кот-д'Івуар відкрив посольство в Мехіко, проте 1990 року воно було закрито з фінансових причин. 1981 року міністр закордонних справ Кот-д'Івуару Сімеон Аке відвідав Мексику для участі в саміті Північ-Південь у Канкуні. У березні 2002 року міністр закордонних справ Кот-д'Івуару Абудраман Сангаре відвідав Мексику, щоб взяти участь у саміті Міжнародної конференції з фінансування розвитку в Монтерреї. 2004 року Кот-д'Івуар відновив посольство в Мексиці.
Відносини між країнами мали обмежений характер під час Першої (2002–2004 роки) та Другої Івуарійських громадянських воєн (2010–2011 роки). 2009 року Мексика була непостійним членом Ради Безпеки ООН і відповідала за дотримання Резолюції 1572 про ембарго на постачання зброї до Кот-д'Івуару. У травні 2008 року два мексиканські сенатори відвідали Кот-д'Івуар і зустрілися з івуарійськими парламентарями та з президентом Лораном Гбагбо.
У грудні 2013 року президент Мексики Енріке Пенья Ньєто під час поїздки до ПАР для участі в похороні Нельсона Мандели зробив зупинку в Кот-д'Івуарі. Енріке Пенья Ньєто прийняв в аеропорту івуарійський міністр нафти та енергетики Адама Тунгара. На зворотньому шляху до Мексики з ПАР Енріке вдруге зупинився в Кот-д'Івуарі, де його зустрів генеральний секретар міністерства закордонних справ Кот-д'Івуару Клод Дассіс Беке. 
У лютому 2016 року Національний автономний університет Мексики вручив «Міжнародну премію ЮНЕСКО-УНАМ Хайме Торреса Бодета» івуарійському поетові та письменнику Бернару Бінліну Дадьє за сучасну літературу про африканський континент. У травні 2019 року міністр закордонних справ Кот-д'Івуару Марсель Амон-Тано здійснив візит до Мексики, де зустрівся з міністром закордонних справ Мексики Марсело Ебрардом. У ході візиту представники обох країн наголосили на важливості зміцнення двостороннього політичного діалогу.

## Візити на високому рівні

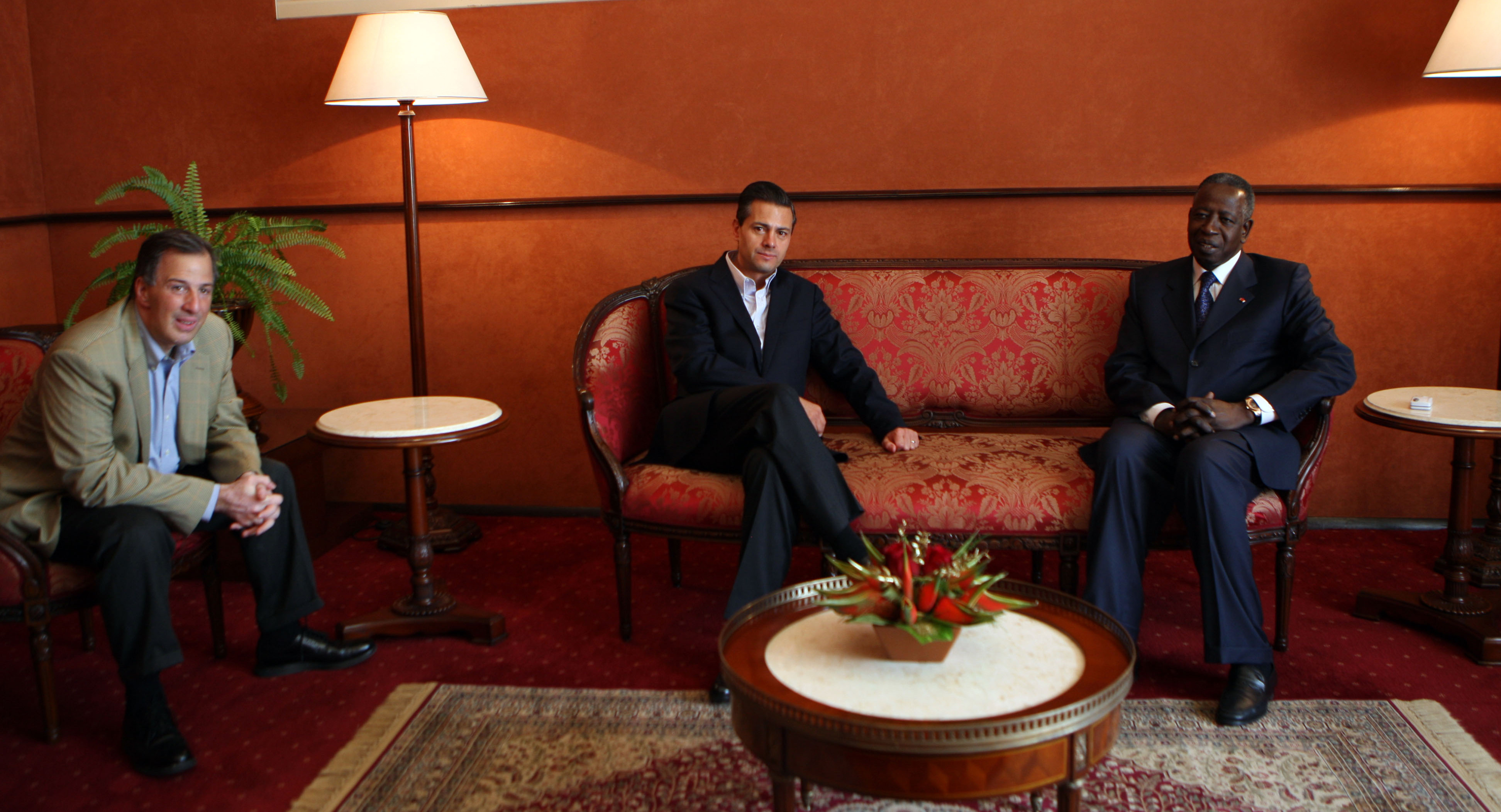
Президент Мексики Енріке Пенья Ньєто і міністр закордонних справ Хосе Антоніо Мід зустрічаються з міністром нафти та енергетики Кот-д'Івуару Адамою Тунгарою в Абіджані; грудень 2013 року.

### Візити високого рівня з Кот-д'Івуару до Мексики
- Міністр закордонних справ Сімеон Аке[en] (1981)
- Міністр закордонних справ Абудраман Сангаре[en] (2002)
- Генеральний секретар закордонних справ Клод Дассіс Беке (2013)
- Міністр планування та розвитку Альберт Абдалла Мабрі Тойкеуссе (2014)
- Міністр навколишнього середовища Ремі Куадіо (2014)
- Міністр закордонних справ Шарль Коффі Дібі[fr] (2015)
- Міністр закордонних справ Марсель Амон-Тано (2019)

### Візити високого рівня з Мексики до Кот-д'Івуару
- Сенатор Саломон Хара Крус (2008)
- Сенатор Хосе Хуліан Сакраменто (2008)
- Президент Енріке Пенья Ньєто (2013)
- Міністр закордонних справ Хосе Антоніо Мід (2013)
- Заступник міністра закордонних справ Лурдес Аранда Безаурі (2013)
- Генеральний директор ProMéxico Франсіско Гонсалес Діас (2016)

## Двосторонні угоди
Між державами підписано кілька двосторонніх угод, таких як: Меморандум про взаєморозуміння щодо створення механізму консультацій з питань, що становлять взаємний інтерес (1999 рік); Угода про співпрацю у галузі освіти та культури (1999 рік); Меморандум про взаєморозуміння між ProMéxico та Центром сприяння інвестиціям Кот-д'Івуару (2016 рік) та Меморандум про взаєморозуміння в галузі академічного співробітництва між міністерствами закордонних справ обох країн.

## Торгівля
2018 року обсяг товарообігу між країнами склав суму 98 мільйонів доларів США. Кот-д'Івуар експортує в Мексику: какао, горіхи та мигдаль. Мексика експортує до Кот-д'Івуару нафту. Мексиканська транснаціональна компанія Sukarne має представництво в Кот-д'Івуарі.

## Дипломатичні представництва

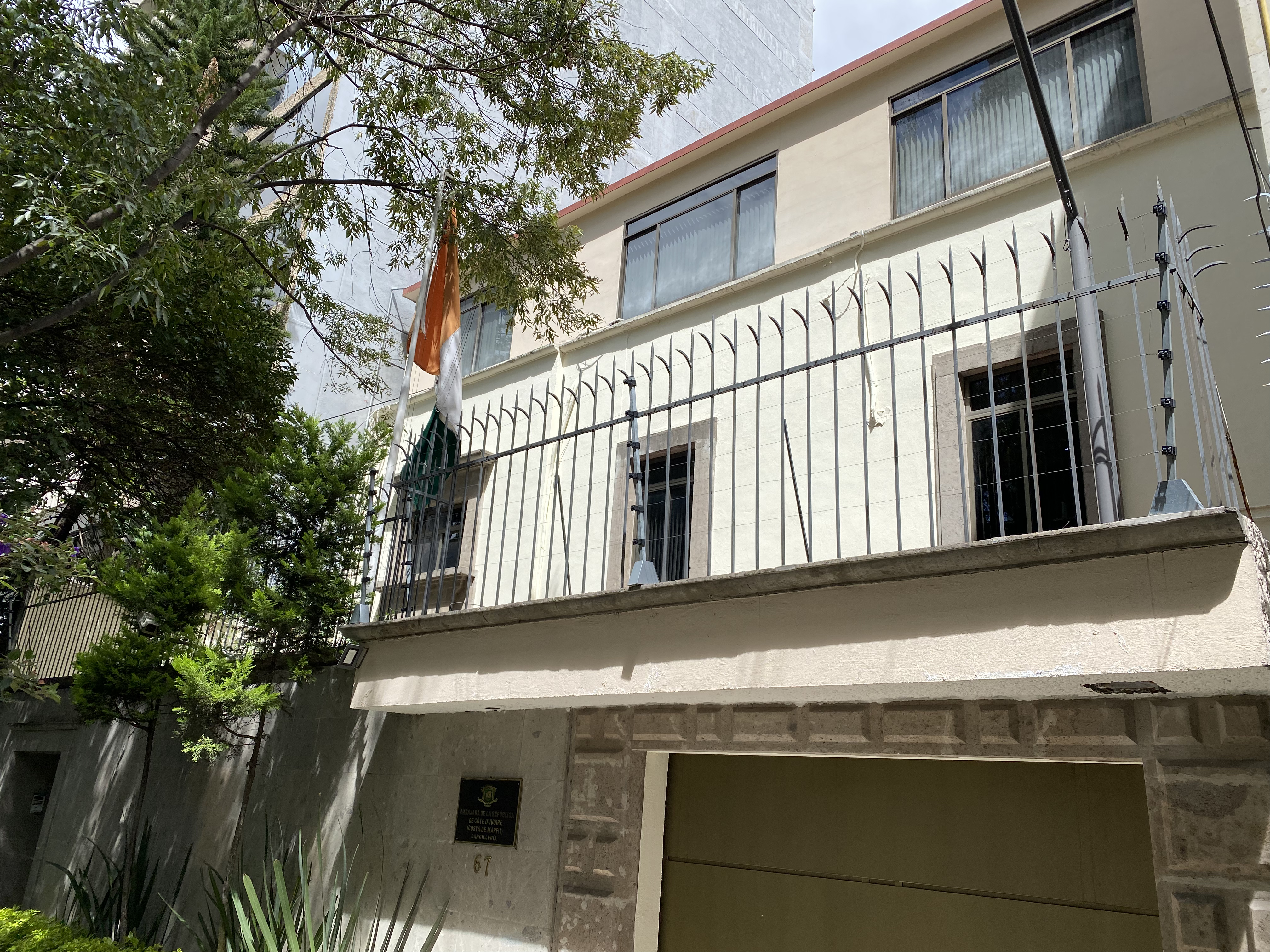
Посольство Кот-д'Івуару в Мехіко

- Кот-д'Івуар має посольство в Мехіко[8].
- Інтереси Мексики представлені в Кот-д'Івуарі через посольство в Рабаті (Марокко)[9] та почесне консульство в Абіджані[10].